# دارالکتب الاسلامیه
دارالکتب الاسلامیه (به فارسی: خانه کتاب‌های اسلامی) یک ناشر کتاب ایرانی است. این انتشارات در سال ۱۳۲۰ توسط محمد آخوندی تأسیس شده و کتاب‌هایی با موضوع اسلامی چاپ می‌کند.
این انتشارات، کار خود را در سال ۱۳۱۷ با چاپ سفینةالبحار شیخ عباس قمی در نجف آغاز کرد و در سال ۱۳۲۰ صحیفه سجادیه با مقدمه سید شهاب‌الدین مرعشی نجفی را چاپ کرد. دارالکتب الاسلامیه ناشر اولیه و اصلی کتاب‌هایی مانند اصول فلسفه و روش رئالیسم (۱۳۳۲) و المیزان فی تفسیر القرآن (۱۳۳۴) بوده‌است. از پرفروش‌ترین کتاب‌های این انتشارات می‌توان از شب‌های پیشاور و تفسیر نمونه نام برد.

## کتاب‌ها
برای دیدن کتاب‌های این انتشارات که در ویکی‌پدیای فارسی مقاله دارند، رده:کتاب‌های دارالکتب الاسلامیه را ببینید.